# Karol Kisielewski
Karol Kisielewski (ur. 7 października 1995) – polski hokeista.

## Kariera
- KH Sanok U18 (2011-2012)
- KH Sanok U20 (2012-2013)
- 1928 KTH (2013-2014)
- Cracovia (2014-2017)
- Orlik Opole (2017-2018)
- Cracovia (2018-2019)
- Infinitas KH KTH Krynica (2019-)

Wychowanek KM KTH Krynica. Od 2014 zawodnik Cracovii związany dwuletnim kontraktem w formie wypożyczenia. Od maja 2017 był zawodnikiem Orlika Opole. Pod koniec października 2018 ponownie został hokeistą Cracovii. Po odejściu z Cracovii w 2019 został zawodnikiem w II-ligowym zespole Infinitas KH KTH Krynica.
W barwach reprezentacji Polski do lat 18 wystąpił na turnieju mistrzostw świata juniorów do lat 18 w 2013 (Dywizja I). W barwach reprezentacji Polski do lat 20 wystąpił na turnieju mistrzostw świata juniorów do lat 20 w 2015 (Dywizja I).

## Sukcesy
Klubowe
- Złoty medal mistrzostw Polski: 2016, 2017 z Cracovią
- Srebrny medal mistrzostw Polski: 2019 z Cracovią